# Perelyubsky (huyện)
Huyện Perelyubsky (tiếng Nga: ? райо́н) là một huyện hành chính tự quản (raion), của Tỉnh Saratov, Nga. Huyện có diện tích 3772 km², dân số thời điểm ngày 1 tháng 1 năm 2000 là 19400 người. Trung tâm của huyện đóng ở Perelub.